# Úlcera

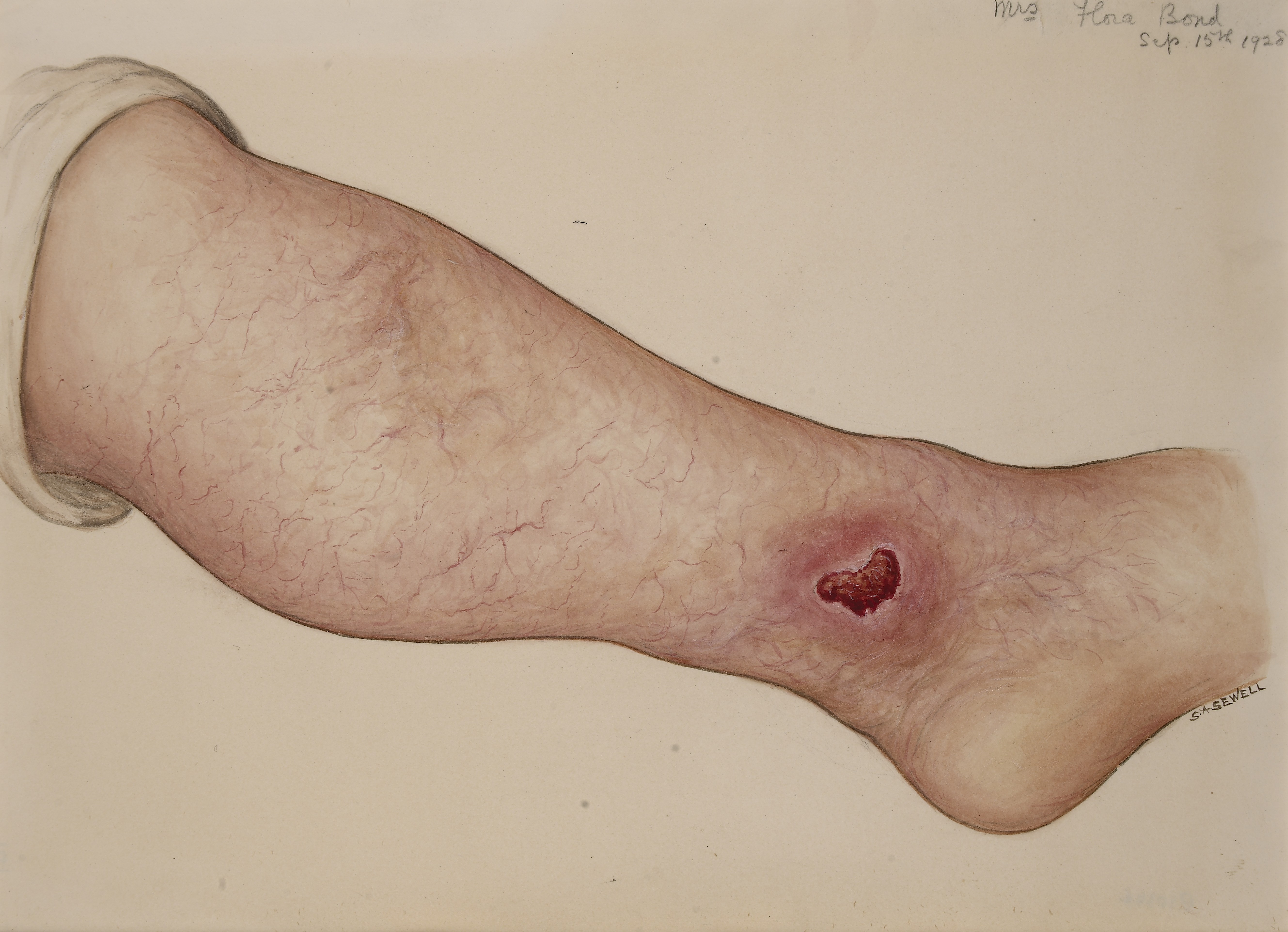
Desenho em aquarela da parte inferior da perna de uma paciente do sexo feminino, mostrando uma úlcera afetando o tornozelo, possivelmente devido a varizes

Úlcera é o nome genérico dado a quaisquer lesões superficiais em tecido cutâneo ou mucoso, popularmente denominadas feridas. Nessas lesões ocorre a ruptura do epitélio, de modo a haver exposição de tecidos mais profundos à área rota. Uma afta é, por exemplo, uma úlcera na boca. A úlcera péptica é exemplo de lesão que ocorre no estômago ou no duodeno (mais frequente), sendo mais susceptíveis a este grupo de úlceras as pessoas que sofrem de stress.

## Tipos de úlceras

### Quanto ao tipo de tecido acometido
- Úlceras cutâneas: são tipos de lesões que acontecem com a pele, podendo ocorrer em áreas não pilificadas ou em couro cabeludo;
- Úlceras mucosas: são lesões que acometem a as mucosas, podendo ocorrer em mucosas externas (boca, narinas, glande peniana, introito vaginal e ânus) ou em mucosas internas ao corpo (vias respiratórias, tubo digestivo, vias urinárias);
- Úlceras serosas: são lesões que acometem serosas do corpo, como o peritônio;
- Úlceras complexas: são lesões que acometem diversos tipos de tecidos ao longo de suas extensões ou profundidade, como, por exemplo, uma grande ferida que acometa simultaneamente a cavidade bucal e a pele adjacente aos lábios.

### Quanto à etiologia
- Úlceras traumáticas: são ferimentos causados por agentes externos que lesam tecidos por impacto, abrasão, lesão por radiação ionizante, perfuração, laceração, sucção etc.;
- Úlceras de pressão: são ferimentos oriundos de degeneração progressiva de tecidos submetidos ao efeito contínuo da pressão mecânica contra área de pele;
- Úlceras varicosas: são lesões que surgem espontaneamente ou a partir de pequenos traumas desproporcionalmente leves em áreas nas quais a pele foi se adelgaçando ao longo do tempo em função de dilatação progressiva de alguma porção de sistema venoso superficial. É muito mais frequente em porção mais distal de membros inferiores;
- Úlceras isquêmicas: são lesões que surgem espontaneamente ou a partir de pequenos traumas desproporcionalmente leves em áreas nas quais a pele foi se adelgaçando ao longo do tempo em função de isquemia relativa persistente de tegumento, geralmente por insuficiência arterial crônica;
- Úlceras de pé de diabético: são lesões que surgem geralmente a partir de pequenos traumas em áreas nas quais a pele foi se adelgaçando ao longo do tempo ou houve descolamento progressivo da interface derme / epiderme. Surge, possivelmente, devido à insuficiência arterial de microvasculatura cujo endotélio foi deteriorado em função do Diabetes. Habitualmente são feridas de muito difícil tratamento, passíveis de múltiplas intervenções cirúrgicas ao longo do tempo e onde se tem empregável com relativo sucesso a Oxigenoterapia hiperbárica. É muito mais frequente em pés ou porções mais distais de pernas, daí a alcunha: "de pé de diabético";
- Úlceras por vasculite: são lesões que surgem espontaneamente em áreas nas quais se tenha observado estigmas de vasculite num período imediatamente prévio. A causa exacta do surgimento das lesões é incerta mas infere-se que surjam devido à isquemia progressiva e intensa do tecido irrigado por determinada artéria ou arteríola, cujas paredes se encontram com processo inflamatório consistente (que é a própria definição de vasculite), e que resulta na perda de vitalidade e, inclusive, de necrose deste tecido;
- Úlceras pépticas: são lesões que surgem espontaneamente em áreas da mucosa de estômago (úlcera gástrica) ou duodeno (úlcera duodenal), possivelmente devidas à corrosão das paredes mucosas destas estruturas pelo suco gástrico. Há modalidades de úlceras nestas regiões que não se devem à corrosão por suco gástrico, contudo sendo muitissimamente raras. São conhecidos dois grandes modos de o suco gástrico induzir às lesões: por excesso de produção de suco gástrico ou por deficit na produção de muco protector. Há uma correlação estatística muito bem definida entre consumo de anti-inflamatórios e a redução de produção de muco gástrico protector, com aumento consequente de risco de desenvolvimento de lesão de mucosa. Há, também, correlação de maior incidência de lesões de mucosa gástrica e a colonização desta mucosa por uma bactéria denominada Helicobacter pylori;
- Úlceras mistas: são combinações de factores acima dispostos que contribuem concorrentemente para o surgimento e manutenção das feridas.

## Tratamentos de úlceras
O tratamento de úlceras cutâneas ou mucosas externas deve ser orientado por profissional habilitado para tanto e direcionado pelo tipo de úlcera e por características físicas da mesma, bem como por detalhes específicos de cada indivíduo acometido pelas mesmas. Actualmente, a medicina conta com inúmeros tratamentos possíveis para diversos tipos de feridas em suas mais diversas evoluções possíveis. Dentre eles, podem-se citar:
- Curativos simples: empregáveis na maioria das feridas, têm seu efeito prático baseado na própria capacidade regenerativa do corpo humano (ou seja, a cicatrização espontânea) e sua eficácia aumentada por conceitos introduzidos por estudos médicos e biológicos (como o da higiene local, que aumenta a chance de não contaminação com subsequente evolução desfavorável;
- Curativos especiais: diversos grupos de substâncias e aparatos são empregáveis no tratamento de diversos tipos diferentes de feridas. Em geral, para feridas complexas ou de difícil cicatrização, modalidades de cuidados especialmente desenhadas por profissionais especializados (médicos, enfermeiros especializados em estomatologia e feridas) tendem a ser empregadas com grande índice de sucesso no tratamento de tais feridas;
- Medicações específicas;
- Antibióticos / supressores de adesão bacteriana;
- Oxigenoterapia hiperbárica: técnica que consiste em fornecer Oxigénio puro em ambiente pressurizado e que aumenta muito expressivamente a velocidade de regeneração de tecidos em feridas e a actividade de defesa do organismo contra infecções agudas e graves. Paralelamente também exibe elevadíssimo nível de sucesso em tratamentos de vasculites de etiologias diversas, infecções indolentes, doenças inflamatórias intestinais, grandes queimaduras, geladuras, amputações com reimplantes, síndromes vasculares complexas, esmagamentos, dentre outros usos. Empregável em feridas complexas com taxa de sucesso muito maior que outras terapêuticas frequentemente empregadas. Razoavelmente inerte e segura, tem se tornado a melhor opção de tratamento para feridas .
- Evitar exercícios físicos.